# دنيس بيرس
دنيس بيرس (بالإنجليزية: Dennis Pearce)‏ (10 سبتمبر 1974 بولفرهامبتن في المملكة المتحدة - ) هو لاعب كرة قدم بريطاني في مركز الدفاع. لعب مع أستون فيلا ونادي بيتربورو يونايتد ونوتس كاونتي ووولفرهامبتون واندررز وستافورد رينجرز وHalesowen Town F.C. ‏ ونورثويتش فيكتوريا وتيلفورد يونايتد ونادي ووستر سيتي وبرومزغروف روفرز ‏ ونادي بارويل وRedditch United F.C. ‏ وستوربورت سويفتس ‏ وستراتفورد تاون ‏.

## وصلات خارجية
- دنيس بيرس على موقع قاعدة بيانات كرة القدم.إي يو (الإنجليزية)
- دنيس بيرس على موقع Soccerbase.com (لاعب) (الإنجليزية)